# Тіасос

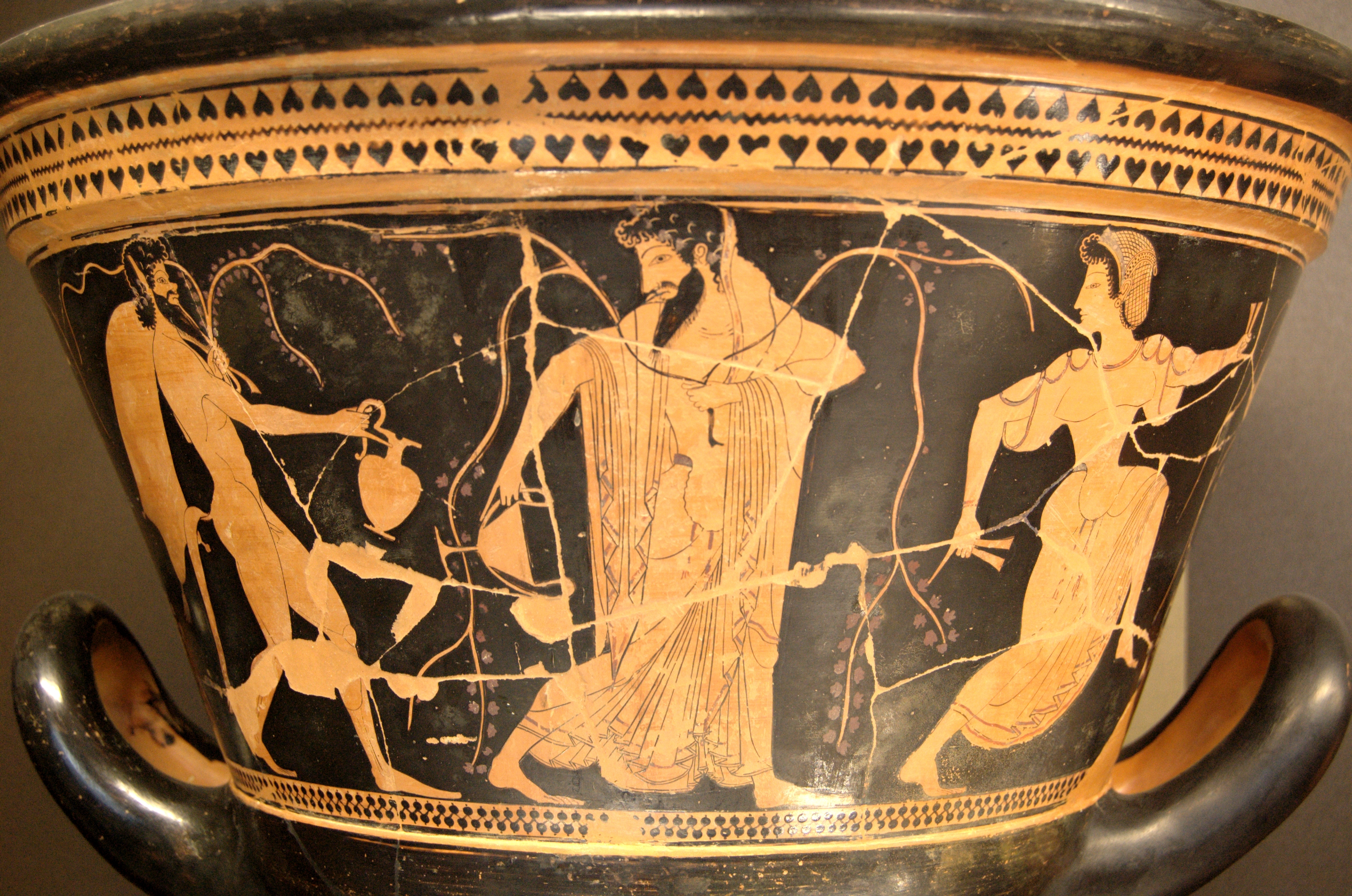
Діоніс та тіасос

Фіас, Тіасос (грец. Thiasos) — почет бога Діоніса; екстатична процесія на честь якогось божества (насамперед, Діоніса). Тіасосом називалися також громади, що мали спільний культ і ставили собі якусь ділову мету.
Учасники тіасоса з вигуками, піснями й танками йшли вулицями міста й околицями. Судячи з матеріалів вазового живопису та давньогрецької поезії, міфічні тіасоси Діоніса уособлювали розмаїтість і розкіш визволених сил природи, демонічний характер лісового й гірського життя, вакхічне натхнення. Крім менад, у почті брали участь німфи, сатири, силени, кентаври, алегоричні постаті, що мали стосунок до культу Діоніса, божества сп'яніння Мета, нерозведеного вина Акрата, втаємничення Телета, бенкету Комос, уособлення дифірамба, комедії і трагедії, Ерос, харити, ори, музи, Геба та ін.